# Football aux Jeux sud-asiatiques de 1991
Navigation
Édition précédente Édition suivante
En 1991, la cinquième édition du Football aux Jeux d'Asie du Sud a eu lieu du 22 au 29 décembre au Sri lanka, dans la ville de Colombo. 
La compétition a été organisée par la Fédération de football d'Asie du Sud.
Le Pakistan remporte son second titre en battant les Maldives en finale, deux buts à zéro.

## Compétition

### Groupe A
| Équipe     | J | V | N | D | BM | BE | DB | Pts |
| ---------- | - | - | - | - | -- | -- | -- | --- |
| Pakistan   | 2 | 1 | 1 | 0 | 1  | 0  | +1 | 3   |
| Bangladesh | 2 | 1 | 0 | 1 | 2  | 2  | 0  | 2   |
| Inde       | 2 | 0 | 1 | 1 | 1  | 2  | -1 | 1   |

     Équipe qualifiée; Pts = points; J = joués; G = gagnés; N = nuls; P = perdus;

Bp = buts pour; Bc = buts contre; Diff = différence de buts
| Date        | Équipe 1   | Résultat | Équipe 2   |
| ----------- | ---------- | -------- | ---------- |
| 22 décembre | Pakistan   | 0 - 0    | Inde       |
| 24 décembre | Pakistan   | 1 - 0    | Bangladesh |
| 26 décembre | Bangladesh | 2 - 1    | Inde       |

### Groupe B
| Équipe    | J | V | N | D | BM | BE | DB | Pts |
| --------- | - | - | - | - | -- | -- | -- | --- |
| Maldives  | 2 | 2 | 0 | 0 | 2  | 0  | +2 | 4   |
| Népal     | 2 | 0 | 1 | 1 | 2  | 3  | -1 | 1   |
| Sri Lanka | 2 | 0 | 1 | 1 | 2  | 3  | -1 | 1   |

     Équipe qualifiée; Pts = points; J = joués; G = gagnés; N = nuls; P = perdus;

Bp = buts pour; Bc = buts contre; Diff = différence de buts
| Date        | Équipe 1 | Résultat | Équipe 2  |
| ----------- | -------- | -------- | --------- |
| 22 décembre | Népal    | 2 - 2    | Sri Lanka |
| 24 décembre | Maldives | 1 - 0    | Népal     |
| 26 décembre | Maldives | 1 - 0    | Sri Lanka |

### Match pour la3eplace
| 28 décembre 1991 | Bangladesh | 2 – 0 | Népal | Colombo |  |
|                  |            |       |       |         |  |

### Finale
| 29 décembre 1991 | Pakistan                       | 2 – 0 | Maldives | Colombo |
|                  | Qazi Mohammed, Mohammad Nauman |       |          |         |